# フリアン・ティマ
フリアン・ティマ（Julian Tima、2004年9月25日 - ）は、ドミニカ共和国出身のプロ野球選手（外野手、育成選手）。右投右打。読売ジャイアンツ所属。

## 経歴

### プロ入りと巨人時代
2019年11月と2020年3月にドミニカ共和国で行われたトライアウトを受験し、ホセ・デラクルーズとともに合格。
2021年2月23日に読売ジャイアンツと育成選手契約を結んだ。背番号は013。新型コロナウイルスの感染拡大の影響で来日が遅れ、8月14日に来日。この年は調整と練習が中心となり、三軍戦の出場は1試合にとどまった。12月28日に推定年俸2万ドル（約220万円）で残留することが発表された。
2022年は三軍戦57試合に出場し、打率.281、1本塁打、21打点を記録。
2023年は三軍戦62試合に出場し、打率.270、8本塁打、33打点を記録したが、二軍戦は1試合の出場にとどまった。シーズン終了後に契約更改を行い、推定年俸500万円で残留した。
2024年は二軍公式戦（イースタン・リーグ）が主戦場となり、115試合に出場。打率.251、15本塁打（リーグ2位）、53打点（リーグ3位）を記録した。

## 詳細情報

### 背番号
- 013（2021年 - ）